# Castello di Matinale
Il castello di Matinale, o castello di Rudovaco, è un castello di Cancello, frazione del comune di San Felice a Cancello, in provincia di Caserta. Sorge su un'elevazione che domina l'entrata della valle di Suessola.

## Storia
La costruzione del Matinale è attribuita a Tommaso II d'Aquino, conte di Acerra, in occasione delle sue nozze con Margherita di Svevia, figlia illegittima dell'imperatore Federico II, nozze avvenute prima del 1247. La dote della sposa comprendeva il feudo di Suessola, al quale apparteneva anche il casale di Cancello.
Secondo la tradizione locale un'originaria fortificazione longobarda del IX secolo sarebbe stata opera di un certo Rudovaco e sarebbe passata alla sua morte al conte di Acerra, Cullezio. Questi avrebbe voluto unire con un percorso sotterraneo il proprio castello di Acerra a quello di Cancello, provocando la rovina del lato occidentale e non poté provvedere al restauro in seguito alla sua morte in battaglia. Il castello sarebbe stato restaurato o ricostruito poi dal normanno Ramperto e ancora dai conti Mattaloni nel XII secolo.
Il castello ospitò i re di Sicilia Guglielmo il Malo (1131-1166) e Manfredi di Svevia (1232-1266) e i duchi di Rebursa e ancora, in epoca angioina il re Ladislao I e i Carafa in epoca aragonese.
Nel XV secolo era abbandonato, avendo perduto la propria funzione militare. Fu sede di un'osteria e ospitò probabilmente una chiesa arcipretale dedicata a San Tommaso apostolo.
Nel 1799 il generale francese Jean Étienne Championnet vi stabilì il proprio quartier generale e in seguito divenne covo di briganti.
Fu donato agli inizi del Novecento dalla famiglia D'Aquino, principi di Caramanico, al barone Giovanni Barracco. Durante la seconda guerra mondiale ospitò nel 1943 il comando alleato.

## Descrizione
Il castello si presenta con una pianta quadrata con torri angolari quadrate e una quinta torre sul lato nord-ovest a protezione di una postierla. La torre più alta misura 20 m di altezza. Delle finestre strombate si aprono nelle torri e sulle mura
Le strutture sono in muratura incerta, con angoli in blocchi bugnati, con larghi bordi lisci, oltre i 7 m di altezza. Lo spessore della muratura raggiunge circa 2,5 m nelle torri.
Il portale di accesso principale si apre sul lato sud-ovest, presso una delle torri, e presenta un doppio archivolto in blocchi di calcare bianco, con il canale di scorrimento per la saracinesca di chiusura, e una mostra esterna a bugnato liscio con profilo superiore a punta di lancia (analogo ai portali dei castelli normanno-svevi di Bari e di Gioia del Colle).
All'interno si articolava in quattro ali a due piani intorno ad un cortile, con ambienti dalle varie coperture (volte a botte acute, a crociera o lignee su archi). Attualmente si conserva solo l'ala sud-orientale.